# ردود الفعل الدولية على الهجوم على صحيفة شارلي إبدو
ردود الفعل الدولية على الهجوم على صحيفة شارلي إبدو تحتوي على بيانات صدرت ردا على إطلاق النار في صحيفة تشارلي إبدو في 7 يناير 2015. وكان رد الفعل هو الإدانة في المقام الأول.

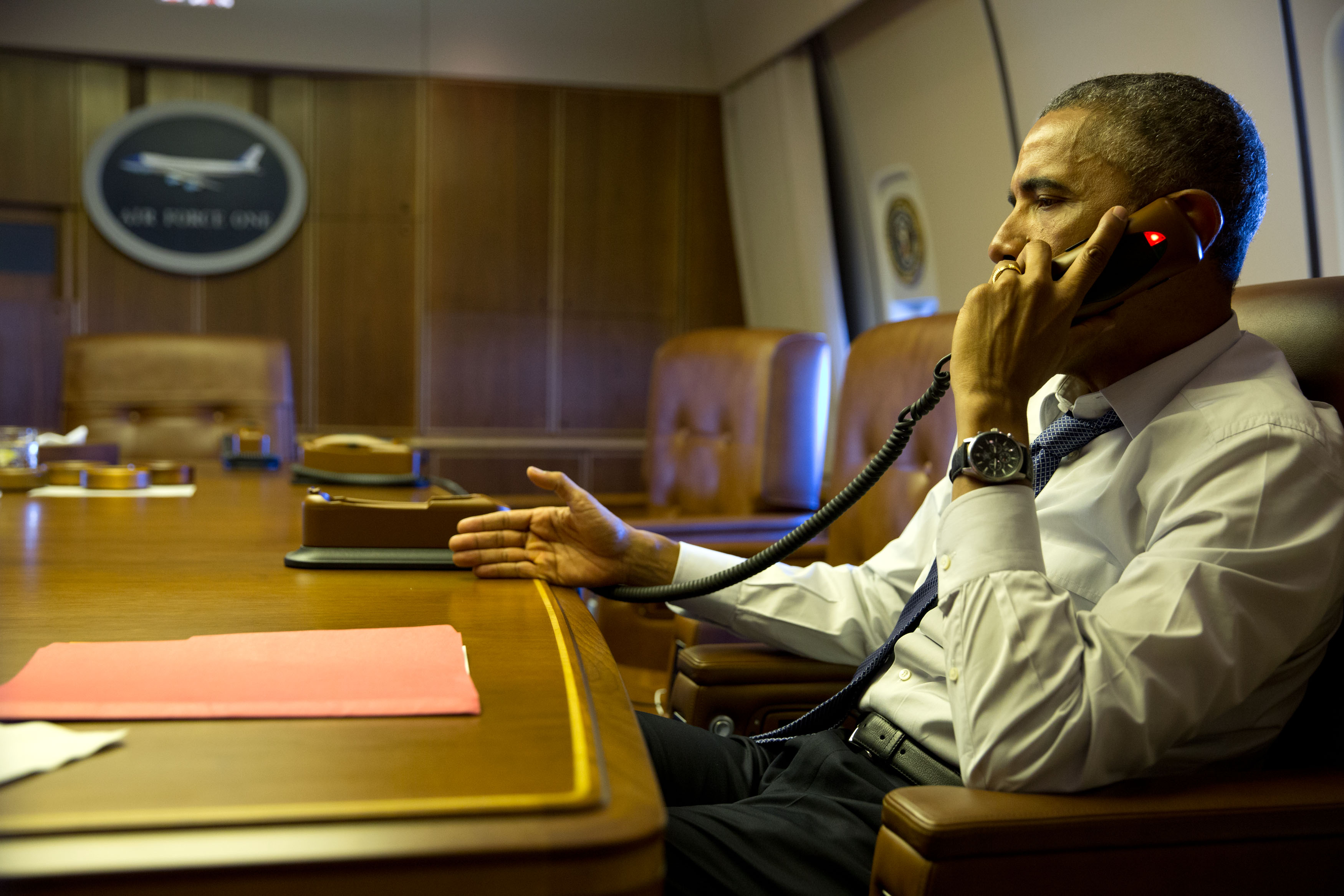
الرئيس الأمريكي باراك أوباما يتحدث إلى الرئيس الفرنسي فرانسوا هولاند على متن سلاح الجو واحد

## أفريقيا
الجزائر - أدان الرئيس الجزائري عبد العزيز بوتفليقة الهجوم بشدة في رسالة تعزية وجهها إلى الرئيس الفرنسي فرانسوا هولاند وقال رئيس الدولة: «في الوقت الذي تمر فيه فرنسا بهذه المحنة المأساوية، أود، بالنيابة عن حكومة وشعب الجزائر وبالأصالة عن نفسي، أن أتقدم إليكم وإلى أسر الضحايا بأحر التعازي، وأن أدين بشدة هذا العمل الوحشي الذي لا يمكن تبريره على الإطلاق».
 مصر - أعرب وزير الخارجية سامح شكري عن تعازي مصر عندما قال:«مصر تدعم فرنسا في محاربة الإرهاب، وهو ظاهرة دولية تستهدف الأمن والاستقرار في العالم وتتطلب تضافر جهود المجتمع الدولي للقضاء عليها». كرر الرئيس عبد الفتاح السيسي في وقت لاحق بيان شكري بشأن الجهود المشتركة التي يبذلها البلدان لمكافحة الإرهاب، وأدان«الهجمات الإرهابية» وأعرب عن تعازيه لهولاند ولأسر الضحايا والجرحى.
 موريشيوس ـ أدانت حكومة موريشيوس الهجوم الإرهابي «المشين» على مجلة شارلي إبدو وانتهكت قيم حرية التعبير. بعث رئيس الوزراء، السير أروود جوغنوت، باسم حكومة موريشيوس وبالأصالة عن نفسه، برسالة تعاطف إلى رئيس فرنسا، السيد فرانسوا هولاند، وأعرب عن تعاطفه مع أسر الضحايا وعن تضامنه مع الشعب الفرنسي.
 المغرب - في رسالة موجهة إلى الرئيس هولاند، أعرب الملك محمد السادس عن خالص تعازيه لأسر الضحايا والشعب الفرنسي بأسره، وأدان الهجوم باعتباره «عملاً شنيعاً».
 الجمهورية الصحراوية – أعرب رئيس الجمهورية الصحراوية، محمد عبد العزيز، في رسالة تعزية وجهها إلى الرئيس الفرنسي، عن أسفه العميق للاعتداء الذي راح ضحيته العديد من الضحايا الأبرياء، وأكد إدانة الجمهورية الصحراوية الشديدة لهذا العمل الإرهابي الذي أزعج كل الشعوب المحبة للحرية والعدالة والسلام.
 جنوب إفريقيا - قال الرئيس جاكوب زوما: «إن حكومة جنوب إفريقيا، إلى جانب المجتمع الدولي، تدين (الأربعاء) الهجمات الإرهابية المتعمدة والوحشية على الصحفيين والجمهور في باريس، فرنسا». وأضاف أيضا أن «الهجمات المتعمدة على الصحفيين والجمهور تشكل انتهاكا للقانون الدولي وجريمة ضد الإنسانية»، وأن «جنوب أفريقيا تقف بحزم إلى جانب المجتمع الدولي في إدانتها القاطعة لجميع أشكال الإرهاب وستواصل دعم الجهود الإقليمية والدولية الرامية إلى القضاء على آفة الإرهاب بجميع أشكالها».
 السودان - قدم نائب رئيس إدارة العلاقات الثنائية بوزارة الخارجية السفير عبد الباسط السانوسي تعازيه في السفارة الفرنسية، نيابة عن الحكومة السودانية، حيث وقع كتاب تعزية يوم الخميس. نقل سانوسي تعازي حكومته إلى السفير الفرنسي برونو أوبي وقال إن هجمات باريس لا علاقة لها بالإسلام. وقال الدبلوماسي السوداني إن الهجمات الإرهابية كانت نتيجة للتوترات السياسية في الشرق الأوسط ودعا المجتمع الدولي إلى العمل معا لحل هذه القضايا.

## آسيا

### آسيا الوسطى
كازاخستان - بعث الرئيس نور سلطان نزارباييف برسالة تعاطف إلى الرئيس الفرنسي فرانسوا هولاند. «إن انتشار الإرهاب في جميع أنحاء العالم أصبح الآن تهديدا لجميع الدول، وكازاخستان، من جانبها، تدين أي شكل من أشكال الإرهاب والتطرف التي تشكل تهديدا للأمن الدولي»، يكتب. وقال رئيس مجلس الشيوخ قاسم جومارت توكاييف أيضا: «قتل الصحفيون في هجوم إرهابي. لا يمكن تبرير هذه الجريمة. مكافحة الإرهاب هي مهمة المجتمع الدولي».

### شرق آسيا
الصين وقال المتحدث باسم وزارة الخارجية الصينية هونغ لي: «لقد صدمنا بشدة من الهجمات الإرهابية وندينها بشدة. تعارض الصين بشدة جميع أشكال الإرهاب وتؤيد جهود فرنسا للحفاظ على الأمن الداخلي». تعاطف الرئيس شي جين بينغ مع وزير الخارجية الفرنسي فرانسوا هولاند يوم الخميس على الهجوم الإرهابي الذي وقع في باريس يوم الأربعاء وأدان بشدة الهجوم. في الرسالة، أعرب شي جين بينغ عن حزنه العميق لفقدان الأرواح وقدم خالص تعازيه للجرحى وعائلات الضحايا. «الإرهاب عدو مشترك للبشرية جمعاء وتهديد مشترك للمجتمع الدولي بأسره، بما في ذلك الصين وفرنسا. وتعارض الصين بشدة جميع أشكال الإرهاب، وهي على استعداد للعمل مع فرنسا وغيرها من البلدان لتعزيز الأمن والتعاون في مجال مكافحة الإرهاب، والحفاظ على السلام العالمي، وحماية جميع شعوب العالم».
 اليابان – في اليوم التالي لإطلاق النار، أدان رئيس الوزراء شينزو آبي الهجوم في رسالة تعاطف إلى الرئيس الفرنسي فرانسوا هولاند، وشدد على أهمية تضامن اليابان مع فرنسا.

### جنوب آسيا
أفغانستان - أدان الرئيس أشرف غني الهجوم وأعرب عن تعازيه للرئيس الفرنسي وأسر الضحايا والشعب الفرنسي، قائلاً إن «إن قتل السكان والمدنيين العزل هو عمل من أعمال الإرهاب الشنيعة التي لا يمكن تبريرها بأي شكل من الأشكال».
 باكستان - أصدرت وزارة الخارجية بيانا أدانت فيه الهجوم وذكرت أن «باكستان تشجب الإرهاب بجميع أشكاله ومظاهره، ونعرب عن تعازينا لفرنسا حكومة وشعبا على الخسائر في الأرواح، ونحن على ثقة بأن المجتمع الدولي سيظل صامدا في معارضته للإرهاب وسيقدم مرتكبي الأعمال الإرهابية إلى العدالة». بعث رئيس باكستان ممنون حسين أيضا برسالة تعزية إلى الرئيس هولاند.
 الهند – أدان الرئيس براناب موخرجي الهجوم الإرهابي وقال: «لا مكان للإرهاب والعنف في أي ركن من أركان العالم. ويتعين على المجتمع الدولي أن يتحد لاستئصال الإرهاب من كل بلد ومجتمع». وأعرب رئيس الوزراء ناريندرا مودي عن تعازيه الإضافية عندما قال: «نحن متضامنون مع الشعب الفرنسي. أفكاري مع عائلات أولئك الذين فقدوا حياتهم».
 سريلانكا - أدان الرئيس ماهيندا راجاباكسا الهجوم الإرهابي وأعرب عن تعازيه لأسر الضحايا وقال «إن العالم بحاجة إلى أن يتحد لمكافحة الإرهاب بجميع أشكاله أينما حدث».

### جنوب شرق آسيا
كمبوديا ــ في 8 يناير، أرسل رئيس الوزراء هون سين رسالة إلى نظيره الفرنسي مانويل فالس قال فيها إن «كمبوديا تدين بشدة هذا النوع من العمل الشنيع. وهذا العمل الوحشي الشديد الخطورة هو هجوم على الديمقراطية وحرية الصحافة».
 إندونيسيا ـ أعرب مجلس علماء المسلمين الإندونيسي عن خشيته من أن يؤدي الهجوم القاتل الذي وقع الأربعاء على مكتب المجلة الفرنسية شارلي إبدو إلى إلحاق الضرر بالمسلمين في مختلف أنحاء العالم، ويأمل أن يكون المجتمع الدولي عادلا في هذا الحادث وألا يعبر عن تعميمه كجزء من الإسلام. صالح Partaonan Daulay، رئيس لجنة مجلس النواب الثامنة، لاحظ أن الهجوم بالرصاص يستحق أن يدين لأن العمل ينحرف بعيدا عن تعاليم الإسلام وقيمه، ووصف الهجوم بأنه إجرامي ومخالف لقيم الإنسانية وبتشويه اسم الإسلام.
 ماليزياــ في بيان صادر عن وزارة الخارجية، أدانت حكومة ماليزيا الهجوم قائلة: «لا شيء يبرر إزهاق أرواح الأبرياء. ماليزيا موحدة مع اسر الضحايا وحكومة فرنسا والشعب الفرنسى». وأدان رئيس الوزراء نجيب رزاق بأشد العبارات جميع أعمال العنف وأعرب عن تصميمه على محاربة التطرف باعتدال.
 الفلبين ـ أصدرت وزارة الخارجية بيانا أدانت فيه إطلاق النار قائلة: «إننا نشعر بالفزع إزاء الهجمات الطائشة التي أودت بحياة اثني عشر شخصا بريئا وأصابت العديد من آخرين في باريس». وقالت الوكالة إن الفلبين مع فرنسا وبقية العالم في إدانة إطلاق النار الذي وصفته بأنه «تجاهل صارخ لحياة البشر والحق الأساسي في التعبير». وتقول الوكالة أيضا إنها تتعاطف مع أسر الضحايا.
 سنغافورة ــ كتب الرئيس توني تان للرئيس الفرنسي فرانسوا هولاند وهو يعرب عن تعازيه وتعاطفه مع الضحايا والأسر. وكتب قائلا «بينما ترثي فرنسا الضحايا، ربما يتم تقديم الجناة للعدالة بسرعة، وربما يكون هناك انتعاش سريع للجرحى». ندد رئيس الوزراء السنغافورى لى هسين لونج اليوم الخميس «بشدة» بالهجوم الارهابى. وكتب «انه تذكير اخر بالتهديد الذي يشكله الإرهاب على جميع المجتمعات المتحضرة، وانه من الخطأ تماما التذرع بالدين لتبرير مثل هذه الوحشية». وبالإضافة إلى ذلك، أجرت سنغافورة تدريبات طارئة بعنوان «ضربات قلب للتمارين» لمحاكاة إطلاق النار هذا، الذي يقع في بعض مراكز فيارسيزر سنتر بوينت في 27 يناير 2015.
 فيتنام ــ أرسل الرئيس ترونج تان سانج ورئيس الوزراء نجوين تان دونج رسائل التعازي إلى نظيريهما الفرنسي فرانسوا هولاند ومانويل فالس على التوالي. وفي الوقت نفسه، قال المتحدث باسم المتحدث باسم وزارة الخارجية فام ثو هانغ في المؤتمر الصحفي العادي الذي عقدته وزارة الخارجية في هانوي يوم 8 يناير إن الهجوم «وحشي وغير مقبول». وأضافت أن «فيتنام تدين الأنشطة الإرهابية بأي شكل من الأشكال» وأن «فيتنام تعتقد أن المحرضين سيعاقبون قريبا جدا».

### غرب آسيا
أرمينيا – أرسل الرئيس سيرج سركسيان رسالة تعزية إلى نظيره الفرنسي فرانسوا هولاند أدان فيها الهجمات، وذكر فيها أن «أرمينيا والشعب الأرميني يقفان إلى جانب الشعب الفرنسي الصديق».
 أذربيجان – أرسل الرئيس إلهام علييف تعازيه إلى فرانسوا أولاند، رئيس الجمهورية الفرنسية، مؤكدا على الغضب الشديد إزاء هذا الحدث المروع، كما أيد بقوة الكفاح الحازم ضد كل مظاهر الإرهاب. كما أصدرت وزارة الخارجية بيانا مماثلا.
 جورجيا – أصدر الرئيس جيورجي مارغفيلاشفيلي، ورئيس الوزراء إيراكلي غارباشفيلي، ووزارة الخارجية، وحزب الحركة الوطنية المتحدة المعارض الرئيسي، تصريحات منفصلة أدان فيها الهجوم وأشار إليه باعتباره «عملا إرهابيا فظيعا» و«إرهابيا بربريا». توجه رئيس الوزراء غاريباشفيلي إلى باريس للمشاركة في «تجمع الوحدة».
 إيران – أدانت المتحدثة باسم وزارة الخارجية الإيرانية مرضية أفخم الهجوم وقالت إن «أي عمل إرهابي ضد أناس أبرياء يتعارض مع تعاليم الإسلام». لكن أفخم قالت أيضا إن «استغلال حرية التعبير... لإذلال الأديان التوحيدية وقيمها ورموزها أمر غير مقبول». بعد إطلاق النار من قبل المسلحين الذين قالوا إنهم تصرفوا باسم الإسلام، والكتابة عن الصورة الحالية للإسلام في الغرب، أصدر المرشد الأعلى لإيران علي خامنئي الخطاب على موقعه الرسمي على الإنترنت. كما تم الترويج له عبر  حساب على تويتر ينسب إليه. في تلك الرسالة المفتوحة المعنونة «للشباب في أوروبا وأمريكا الشمالية»، حث خامنئي الشباب في أوروبا وأمريكا الشمالية على عدم الحكم على الإسلام بالهجمات، بل على السعي لفهم الدين الخاص بهم. كتب هولي داغريس من المرقب أن أتباع خامنئي «نشطت في إرسال البريد الإلكتروني العشوائي للفيس بوك، Instagram، تويتر، Google+ وحتى Tumblr مع روابط» إلى الخطاب بهدف جذب انتباه الناس في الغرب.
 إسرائيل – قال الرئيس رؤوفين ريفلين: «إننا نقف مع فرنسا في تصميمها على حماية حرية التعبير وحرية الصحافة، وهما دعامتان رئيسيتان لأي ديمقراطية». أدان رئيس الوزراء بنيامين نتنياهو الهجوم ووصفه بأنه «عمل وحشي من الوحشية» وأرسل تعازيه إلى الشعب الفرنسي. وشدد على أن العالم الحر يجب أن يتحد ضد الإرهاب الإسلامي. كما أرسل وزير الخارجية أفيغدور ليبرمان تعازيه إلى أسر الضحايا، وقال «إسرائيل تتعاطف مع آلام فرنسا. ويجب على العالم الا يسمح للارهابيين بتخويف العالم الحر وان الغرب ملزم بالوقوف متحد وعازم ضد هذا التهديد».
 الأردن – قال وزير الدولة لشؤون الإعلام والاتصالات محمد المومني إن الهجوم على مقر الصحيفة الفرنسية اعتداء على فرنسا وعلى المبادئ والقيم النبيلة. وقدم المومني تعازيه نيابة عن الحكومة الأردنية للحكومة الفرنسية والشعب الفرنسى، واكد مجددا تضامن الأردن مع جميع الدول الصديقة لمكافحة كافة اشكال الإرهاب.
 لبنان – أرسل رئيس الوزراء تمام سلام رسالة فاكس إلى رئيس فرنسا فارنوسوا هولاند انتقد فيها «العمل الإرهابي غير المقبول وغير المبرر»، كما أعرب عن «تعاطفه مع أسر الضحايا خلال هذه الظروف المؤلمة».
 السلطة الوطنية الفلسطينية – أدان الرئيس الفلسطيني محمود عباس الهجوم باعتباره إرهابا في رسالة وجهها إلى الرئيس الفرنسي فرانسوا هولاند، وقال إن مثل هذه «الجرائم البشعة» تدينها الأخلاق والدين.
 سوريا – أدانت وزارة الخارجية السورية والمخلدون الهجوم، قائلة إنه أظهر أن السياسات الجادة تحتاج إلى «القضاء على وباء الإرهاب». وقال المصدر إنه سبق أن حذر الدول الأوروبية من دعم الجماعات الإرهابية في سوريا، وقال إن الخطة ستتراتد. وأضافت أن الهجوم «يؤكد قصور السياسات الأوروبية ومسؤوليتها عن إراقة الدماء في سوريا».
 تركيا – أرسل رئيس الوزراء أحمد داود أوغلو تعازيه إلى الشعب الفرنسي وأضاف: «إننا ندين الإرهاب بأقوى طريقة. نحن نقف مع شعب فرنسا. فالإرهاب ليس له دين أو جنسية أو قيمة تمثلها. إن الإرهاب جريمة ضد الإنسانية ولا يمكن تبريره بأي حال من الأحوال». كما  أدلى نائب رئيس الوزراء التركي يالجين أكدوغان ببيان أدان فيه إطلاق النار. ومع  ذلك، بدأت تركيا تحقيقا جنائيا ضد واحدة من أكبر جرائد يومية لها، وهي صحيفة «جمهوريت»، بسبب «إهانة القيم الدينية»، في تغطيتها للرسوم الكاريكاتورية المثيرة للجدل التي نشرت في فرنسا. وقالت منظمة العفو الدولية إنها ترقى إلى مستوى رقابة الدولة. ووصف رئيس وزراء تركيا استنساخ الرسوم بأنه «استفزاز خطير»، وأن «حرية التعبير لا تعني حرية الإهانة».
 الإمارات العربية المتحدة – أدانت وزارة الخارجية بشدة الهجوم الإرهابي الشنيع الذي وقع في مكتب المجلة الأسبوعية الفرنسية شارلي إبدو في باريس، والذي أسفر عن مقتل وجرح العشرات من المدنيين الأبرياء العزل. وشدد في بيان على تضامن الإمارات مع حكومة وشعب فرنسا الصديقين في هذا الوقت الحرج، وأعرب عن إدانته للإرهاب بجميع أشكاله ومظاهره كظاهرة تستهدف الأمن والاستقرار الدوليين.

## أوروبا

### أوروبا الشرقية
بيلاروس ـ  قدم الرئيس ألكسندر لوكاشينكو تعازيه لرئيس فرنسا، وأدان «أي شكل من أشكال ومظاهر الإرهاب والتطرف».
 بلغاريا ـ  أدان رئيس الوزراء بويكو بوريسوف بشدة الهجوم، وأضاف أن «هذا العمل الإرهابي الدموي يثير الغضب ضد مرتكبي جرائم القتل والهجوم على حرية التعبير. ونعرب عن تضامننا مع الشعب الفرنسي في هذه الفترة العصيبة ونشاطر أسر وأقارب القتلى حزنهم. ليس هناك سبب يبرر الإرهاب».
 جمهورية التشيك ــ وصف رئيس الوزراء بوهوسلاف سوبوتكا إطلاق النار بأنه عمل إرهابي موجه ضد حرية التعبير، وهو أمر ضروري للحفاظ على الديمقراطية.
 المجر ـ    أدان كل من الرئيس يانوش أدير ورئيس الوزراء فيكتور أوربان الهجوم وأرسلا تعازيهما إلى أسر الضحايا وإلى الشعب الفرنسي. وقال أوربان «لا شيء يمكن أن يبرر هذا الهجوم الوحشي والعنف اللاإنساني».
 بولندا ـ  صرحت رئيسة الوزراء أيفا كوباش بأن الهجوم كان يستهدف القيم الأساسية في أوروبا، مثل الديمقراطية وحرية التعبير. وأعربت أيضا عن تعازيها لاسر وأقارب الضحايا.
 رومانيا ـ وقد أدان الرئيس كلاوس يوهانيس ورئيس الوزراء فيكتور بونتا الهجوم بشدة وبعث بتعازيهما إلى الشعب الفرنسي. واكد ايوهانيس مجددا «التزام رومانيا التام بمكافحة الإرهاب والتطرف من أي نوع». والتقى ايوهانيس وبونتا ورئيس جهاز الاستخبارات الروماني (سري) لبحث الهجوم وما يترتب عليه من آثار على أمن رومانيا.
 روسياــ  قال الرئيس فلاديمير بوتين: «نحن ندين هذه الجريمة الشنيعة إدانة قاطعة. ونؤكد من جديد استعدادنا لمواصلة التعاون النشط في مكافحة تهديد الإرهاب». في الوقت الذي حذرت فيه هيئة الرقابة الإعلامية الروسية روكومندنزور المنشورات من أن طباعة رسوم كاريكاتورية للنبي محمد كانت ضد القانون الروسي والمعايير الأخلاقية. واتهم معلقون موالون للكرملين رسامي الكاريكاتير باستفزاز الهجوم.  وقال مجلس المفتين في روسيا «ربما خطيئة الاستفزاز... ليست أقل خطورة على السلام من خطيئة الذين يذعن للاستفزاز». وقال الزعيم الشيشاني رمضان قديروف إن الأشخاص الذين رسموا الرسوم الكاريكاتورية لمحمد هم «أشخاص بلا قيم روحية وأخلاقية».
 أوكرانيا ــ  وصف الرئيس بترو بوروشنكو الهجمات بأنها «غير مقبولة» وقدم تعازيه إلى الضحايا وإلى الشعب الفرنسي. كما أكد بوروشنكو أن أوكرانيا لا تتسامح مع الإرهاب على الإطلاق وأن أوكرانيا سوف تقف في تضامن مع فرنسا ومع العالم ضد الإرهاب.

### شمال أوروبا
- الدنمارك – أشارت رئيسة الوزراء هيلي تورنينج-شميت إلى أن «الناس العزل والأبرياء بالكامل أصبحوا ضحايا لما يبدو أنه هجوم على حرية التعبير. إن المجتمع الفرنسي، شأنه شأن مجتمعنا، مفتوح وديمقراطي ويستند إلى صحافة حرة ونقدة. تلك قيم تضرب بجذورها عميقا في كل منا، وسنحميها. وهذه القيم ذاتها هي التي تجعل فرنسا مجتمعا قويا قادرا على الصمود في وجه هجوم كهذا».[18]
- فنلندا – لقد أدان كل من الرئيس ساولي نينيستو ورئيس الوزراء ألكسندر ستوب الهجوم.[19]
- آيسلندا  – أدان رئيس الوزراء سيغموندور دافيد غونلاوغسون الهجوم بشدة، ووصفه بأنه «عمل مروع»، وذكر أن «أفكارنا تظل مع الضحايا وأسرهم».[20]
- أيرلندا – أدان رئيس الوزراء إندا كيني «جرائم القتل الوحشية والمريعة» وأعرب عن تضامنه مع الضحايا وأسرهم. ووصف الحادث بانه «هجوم مباشر على القيم الاساسية لحرية التعبير والتسامح».[21]
- ليتوانيا – قدمت الرئيسة داليا غريباوسكايتي تعازيه لرئيس فرنسا فرانسوا هولاند على الهجوم، ووصفت الهجوم بأنه «عمل وحشي ولا مبرر له».[22]
- السويد – أدان رئيس الوزراء ستيفان لوفن الهجوم، ووصفه بأنه «هجوم مقزز ضد المؤسسات الديمقراطية» و«هجوم يؤكد على مسؤوليتنا عن الدفاع دائما عن حرية الصحافة وحرية التعبير».[23]

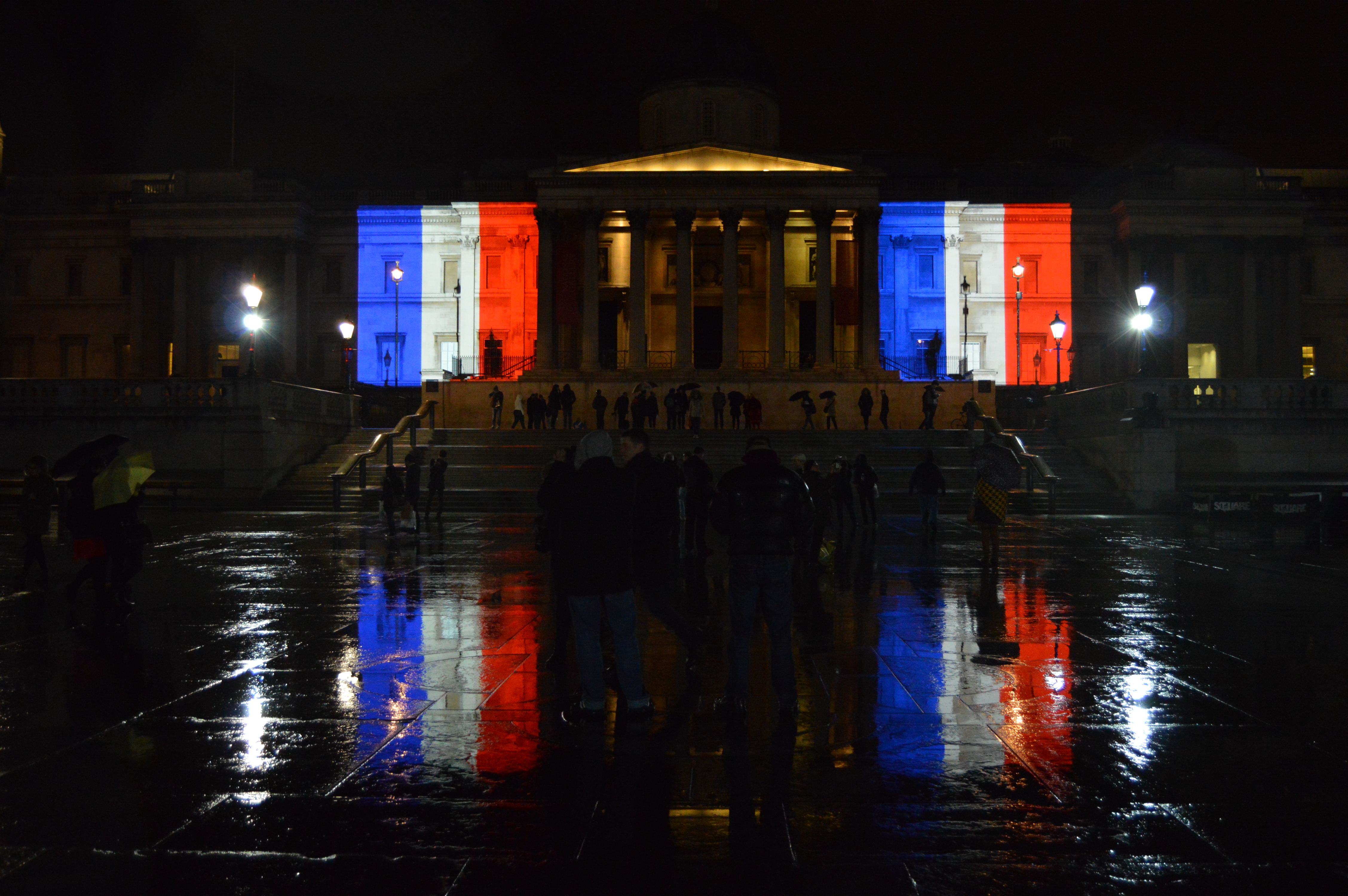
تم عرض العلم الفرنسي على المعرض الوطني في المملكة المتحدة

- المملكة المتحدة – قال رئيس الوزراء ديفيد كاميرون لمجلس العموم البريطاني: «إن هذا المجلس وهذا البلد متحدون مع الشعب الفرنسي في معارضتنا لكل أشكال الإرهاب، ونحن نؤيد تماما حرية التعبير والديمقراطية. ولن يتمكن هؤلاء الناس أبدا من إقحالنا من هذه القيم».[24] وقال نائب رئيس الوزراء نيك كلغ: «لا يمكن أن يكون هناك عذر، لا سبب، لا تفسير. لقد قتلوا رسامي الكاريكاتير الذين لم يفعلوا شيئا أكثر من رسم الرسوم التي تصادف أنهم وجدوا أنها مسيئة. وفي نهاية المطاف، يتعين على الناس في مجتمع حر أن يكونوا أحرارا في الإساءة إلى بعضهم البعض. لا يمكن أن تكون لديك الحرية ما لم يكن الناس أحرارا في الإساءة».[25] كما أرسلت إليزابيث الثانية «تعازيها المخلصة».[26]

### جنوب أوروبا
ألبانياـ أرسل رئيس الوزراء إيدي راما رسالة تعاطف إلى رئيس وزرائه مانويل فالس، قائلاً إن الأمة الألبانية تتعاطف مع الشعب الفرنسي، ووصف الهجوم بأنه «جرح وحشي لإرهاب الدول الحرة في فرنسا وأوروبا والعالم الديمقراطي وإجبارنا على التخلي عن القيم العالمية التي تجسدها فرنسا رسميًا».
 البوسنة والهرسك ـ إن رئاسة البوسنة والهرسك تصدر بيانا يقال فيه إنها لا تعتبر هجوما على موظفي التحرير في صحيفة شارلي إبدو أو على فرنسا فقط، ولكن بالنسبة للعالم الحر والديمقراطي بأسره، فضلا عن الهجوم على حرية التعبير.
 كرواتيا ـ أدان الرئيس إيفو يوسيبوفيتش ورئيس الوزراء زوران ميلانوفيتش إطلاق النار.
 اليونان ـ أعرب رئيس الوزراء أنطونيس ساماراس «باسم الشعب اليوناني عن حزننا العميق وشعورنا بالاشمئزاز من الهجوم الإرهابي»، وعلق قائلا: «نحن اليونانيين نقف تضامنا مع أقارب الضحايا الأبرياء ونحن نشترك في حداد الشعب الفرنسي».
 إيطاليا ــ  أعرب رئيس الوزراء ماتيو رينزي عن شعوره بالرعب والفزع إزاء الهجوم. وقد قدم أطيب تمنياته لشعب فرنسا ولاحظ علاقاته الوثيقة مع الرئيس فرانسوا هولاند وعمدة باريس آن هيدالغو. واضاف «ان العنف سيخسر دائما ضد الحرية والديمقراطية». وفي وقت لاحق دعي إلى السفارة الفرنسية، حيث أعلن «كلنا فرنسيون، لأننا نعتقد أن الحرية هي مبرر الوحيد لأوروبا والمواطنين الأوروبيين». وصف وزير الخارجية الإيطالي باولو جينتيلوني إطلاق النار بأنه «هجوم سيئ السمعة»، وأضاف أيضا أن «إيطاليا تقف مع أسر الضحايا والشعب الفرنسي والحكومة الفرنسية في مكافحة الإرهاب».
 كوسوفو ـ أعرب رئيس الوزراء عيسى مصطفى عن صدمته إزاء الهجوم الإرهابي. وذكر أن «حكومة جمهورية كوسوفو تدين بشدة هذا العمل الهمجي الجبان ضد المواطنين الفرنسيين والشرطة والصحفيين. وفي هذه اللحظات الصعبة، نعرب عن خالص تعازينا، ونؤكد لشعب كوسوفو أن يقف إلى جانب الشعب الفرنسي في الكفاح ضد الإرهاب، وفي الدفاع عن قيم الحرية».
 البرتغال ــ قدمت وزارة الخارجية أصدق تعازيها قائلة: «إننا ندين بشدة الهجوم العنيف الذي وقع اليوم في باريس ونأسف بشدة للخسائر في الأرواح. ونحن نرصد الحالة عن كثب من سفارة البرتغال في باريس. وستكون قنصليتنا العامة على اتصال دائم بالسلطات الفرنسية».
 صربيا ـ  قدم رئيس الوزراء ألكسندر فوتشيتش أعمق التعازي، فقال: «إننا نشعر بالرعب إزاء هذا الحدث، ولكننا واثقون من أن فرنسا والحضارة الفرنسية العظمى، المعروفة بتسامحها، سوف تعرفان كيفية التعامل مع التهديد الذي يحمله الإرهاب. وستساعد جمهورية صربيا، بكل ما لديها من قدرات، في مكافحة الإرهاب، وهو أكبر آفة في العالم. ويمكن للجمهورية الفرنسية دائما أن تعتمد على الدعم الودي والصادق من جانب جمهورية صربيا».
 سلوفينيا ــ أدان رئيس الوزراء ميرو تسيرار الهجمات، وأعرب عن تضامنه مع فرنسا والصحافة والضحايا وأقاربهم.
 إسبانيا ــ أدان رئيس الوزراء ماريانو راخوي الهجوم، الذي وصف بأنه همجي، وأرسل تعازيه وتضامنه مع أسر الضحايا والشعب الفرنسي. وقال «لن يتمكنوا من تدمير أقدس ما لدينا كبشر، أي حقوقنا وحرياتنا. وتحظى فرنسا في مكافحتها للإرهاب بتضامن ودعم الشعب الإسباني وتعاون حكومتي.».
  الفاتيكان–  صرح المدير الصحفي للفاتيكان الأب فيديريكو لومباردي بأن «الأب المقدس يعبر عن إدانته الشديدة للهجوم المروع. وأيا كان الدافع، فإن العنف القاتل بغيض ولا يمكن تبريره أبدا».  وأضاف البابا فرانسيس أيضا أن الهجمات تقوض «الخير الأساسي للتعايش السلمي للشعب على الرغم من الاختلافات الوطنية والدينية والثقافية». بعد أسبوع واحد من المذبحة، ذكر البابا فرانسيس أن هناك حدودا لحرية التعبير وقال «إذا قال [صديق مقرب] كلمة قسيمة ضد أمي، فإنه سيتلقى لكمة في الأنف». «لا يمكن أن يستفز المرء، لا يمكن أن يهين إيمان الآخرين، لا يمكن للمرء أن يسخر من الإيمان».

### أوروبا الغربية
بلجيكا – أصيب وزير الخارجية ديدييه رايندرز بالصدمة والقرف من جراء الهجوم، واصفا إياها بأنها «هجوم همجي في قلب أوروبا». وأعرب عن خالص تعازيه لأسر وأصدقاء الضحايا ولشعب فرنسا. كما اعتبر العمل الارهابى «هجوما ضد حرية التعبير، وهى حرية اساسية ثمينة يتعين علينا مواصلة الدفاع عنها». كما أمر رئيس الوزراء شارل ميشيل بإجراء تقييم للأمن القومي في بلجيكا ردا على الهجوم.
 ألمانيا – وصفت المستشارة أنجيلا ميركل الهجوم بأنه عمل بغيض، وأضافت أنه كان «مجرد هجوم على حياة المواطنين الفرنسيين والأمن الداخلي لفرنسا. وهو يمثل أيضا اعتداء على حرية الرأي والصحافة، اعتداء على عنصرا أساسيا من ثقافتنا الحرة والديمقراطية، هجوم لا يمكن أن يكون هناك مبرر له».
 لوكسمبورغ – في حديث للصحافة ، قال كزافييه بيتل، رئيس وزراء لوكسمبورغ: «ليس لدي أي كلمة لوصف هذا الفعل الرهيب». وأدان الهجمات بوصفها عملا من أعمال «الهمجية التي لا توصف»، وقال كذلك «لدينا حقوق وواجبات وحريات حاربنا من أجلها. ولذلك لا يمكن أن نتخلى عن ذلك لمجرد أن حفنة من الناس لا يشتركون في هذه القيم».
 موناكو – قال الأمير ألبير الثاني: «بالنيابة عني وبالنيابة عن أسرتي وعن شعب موناكو، أريد أن أعرب عن انزعاجنا إزاء هذه البربرية».
 هولندا – قال الملك فيليم ألكساندر إنه «أصيب بصدمة عميقة» وأعرب عن تأييده «للدفاع عن القيم الديمقراطية التي هي أساس مجتمعاتنا». وأضاف فيما بعد أنه «كان هجوما مباشرا على حريتنا يؤثر علينا جميعا». وقد أذهل رئيس الوزراء مارك روته من الهجوم: «هذا العمل الإرهابي الشنيع والجبان يؤثر علينا جميعا. هولندا تقف كتفا مع فرنسا».
 سويسرا – أدانت الحكومة السويسرية الهجوم وقدمت تعازيها المخلصة لأسر الضحايا نيابة عن الشعب السويسري.

## أمريكا الشمالية

### الكاريبي
أنتيغوا وباربودا ـ  بعث رئيس الوزراء غاستون براون بخطاب تعزية إلى الرئيس الفرنسي هولاند، أدان فيه «أعمال القتل الطائشة وأعرب عن تعازيه لأسر الضحايا وحكومة وشعب فرنسا». واعرب عن ثقته بان «شعب فرنسا المعروف بكبريه وقوته وتواضعه سيبقى صامدا خلال فترة الحداد والشفاء هذه».
 كوستاريكا – تنصل الرئيس لويس جويليرمو سوليس من «النفعية البرابرة» التي ينطوي عليها الهجوم على مجلة شارلي إبدو الأسبوعية الساخرة.
 كوباـ أعرب الرئيس Raúl كاسترو عن تعازيه.[93] كما  أدان رينيه González و Ramón Labañino من أصل الخمسة الكوبيين الهجوم الإرهابي.
 سانت لوسيا - دعا رئيس الوزراء، سعادة الدكتور كيني أنطوني، سفير فرنسا لدى سانت لوسيا، ومنظمة دول شرق البحر الكاريبي، سعادة السيد إيريك دي لا موساي، إلى الإعراب عن تعاطفه، وعن طريق السفير، لتقديم تعازيه لحكومة فرنسا وشعبها، وأشاد بهم لاستجابتهم للمأساة.[95]

### أمريكا الوسطى
السلفادور – وقالت وزارة العلاقات الخارجية في السلفادور إن حكومة السلفادور «تدين بأشد العبارات الهجوم الذي وقع في باريس اليوم».
 غواتيمالا – ذكرت وزارة العلاقات الخارجية في غواتيمالا أن الحكومة الغواتيمالية أدانت «بشدة» الهجوم الإرهابي الذي وقع على صحيفة شارلي إبدو الأسبوعية الساخرة.
 هندوراس – أصدرت حكومة هندوراس، من خلال وزير العلاقات الخارجية، بيانا أدانت فيه الهجوم.
 المكسيك ـ  وقد أدانت وزارة الخارجية المكسيكية، بقيادة خوسيه أنطونيو ميد كوريبرينيا، الهجوم وأعربت عن رفض المكسيك للإرهاب بجميع أشكاله ومظاهره. وأعربت عن تعازيها لحكومة فرنسا ومواطنيها ولأسر الضحايا. كما قدم الرئيس إنريكه بينيا نييتو تعازيه من خلال تويتر. في سفارة فرنسا في بولانكو، مكسيكو سيتي، تجمع عدة مواطنين فرنسيين للقيام بوقفة احتجاجية. وكتب هؤلاء الحاضرون رسائل على كتاب في ذكرى الضحايا. وألقى السفير الفرنسي ماريس بوسييه كلمة إلى الحاضرين.
 نيكاراغوا – أدان رئيس نيكاراجوا دانييل أورتيغا، وأعرب عن تعازيه لحكومة وشعب فرنسا في «الهجوم الرهيب» الذي تعرضت له المجلة الساخرة شارلي إبدو.
 بنما ـ أعربت حكومة الجمهورية عن خالص تعازيها لشعب وحكومة الجمهورية الفرنسية على الهجوم الذي وقع في وسط باريس.

### شمال أمريكا
- كندا – وصف رئيس الوزراء ستيفن هاربر الهجوم بأنه عمل من أعمال العنف الهمجي، وأضاف قائلا إن «كندا وحلفاءها لن يرهبوا وسوف يستمرون في الوقوف بحزم ضد الإرهابيين الذين يهددون السلام والحرية والديمقراطية، وهي قيمة للغاية لبلداننا. الكنديون يقفون مع فرنسا في هذا اليوم المظلم».[38]

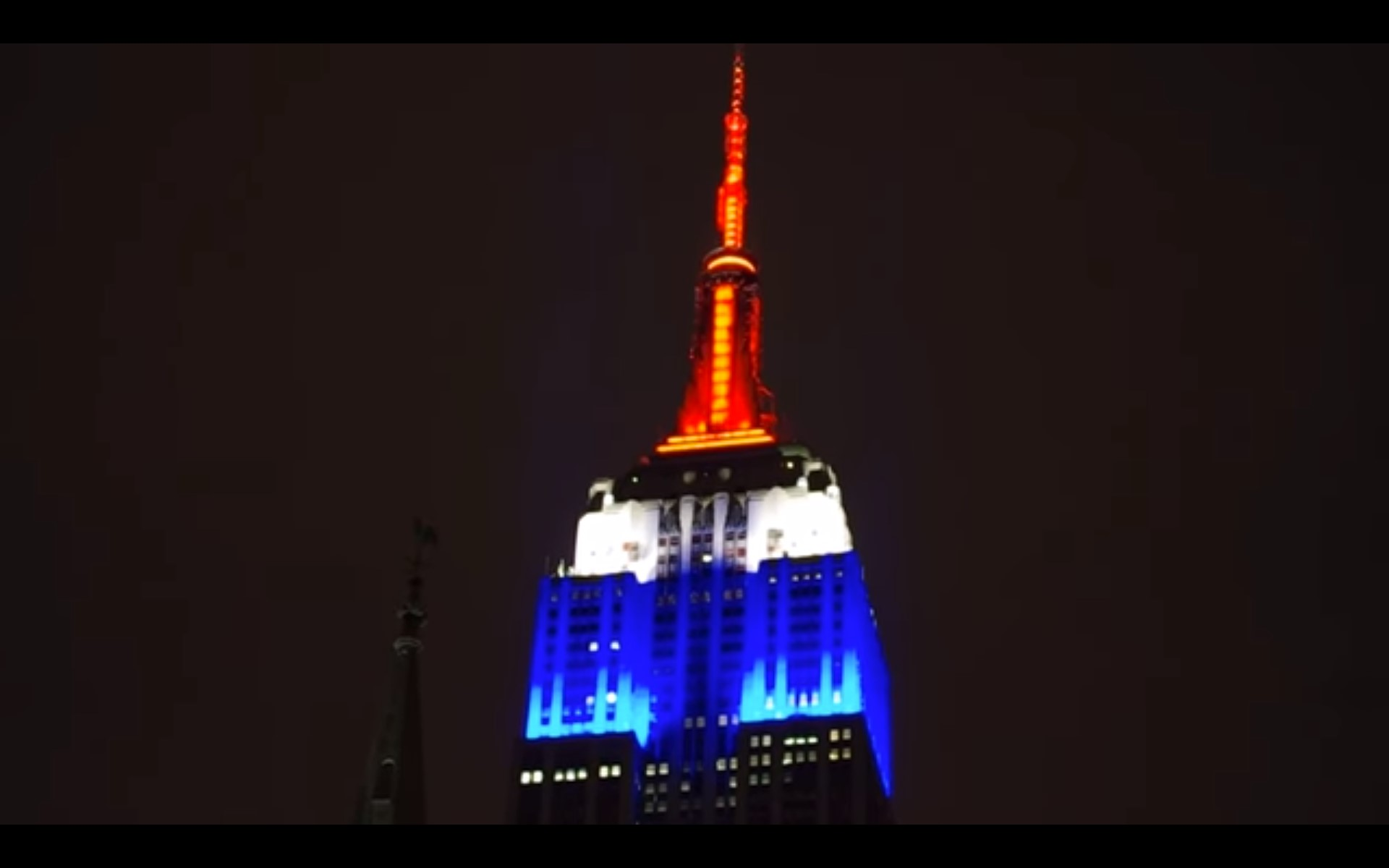
مبنى أمباير ستايت مضاء بألوان العلم الفرنسى

- الولايات المتحدة – وصف الرئيس باراك أوباما إطلاق النار بأنه أمر مروع، بينما قدم دعمه قائلا: «إن فرنسا هي أقدم حليف لأميركا، وقد وقفت كتفا مع الولايات المتحدة في الكفاح ضد الإرهابيين الذين يهددون أمننا المشترك والعالم. لقد وقف الشعب الفرنسي مرارا وتكرارا في صف القيم العالمية التي دافعت عنها أجيال من شعبنا. إن فرنسا، ومدينة باريس العظيمة، التي وقع فيها هذا الهجوم الشائن، تقدم للعالم مثالا خالدة سيدوم إلى ما هو أبعد بكثير من الرؤية البغيضة لهؤلاء القتلة».[39] وزير خارجية الولايات المتحدة جون كيري، الذي له علاقات أسرية عميقة بفرنسا، أيضا قال أن الولايات المتحدة تقف في تضامن مع فرنسا وقدمت المساعدة في مواجهة التطرف.[40] وأضاف فيما بعد أن المهاجمين كان لديهم «أساس منطقي».[41]

## أوقيانوسيا
- أسترالياـ  قدم رئيس الوزراء توني آبوت تعازيه قائلا: «إن الحكومة تدين هذا العمل الوحشي في باريس بين عشية وضحاها. إن أفكار جميع ا ستراليين هي مع أسر أولئك الذين فقدوا أرواحهم في هذا العمل الهمجي. وحرية التعبير هي حجر الزاوية في مجتمع حر».[108] في أبريل/نيسان 2015  ، زار وزير الخارجية، جولي بيشوب، مكاتب شارلي إبدو وقدم صورة مؤطرة موقعة من الرسوم الكاريكاتورية الافتتاحية  بقلم رسام الكاريكاتير في كانبيرا تايمز  ، ديفيد بوب، بعنوان «رسمت أولا»، تصور إرهابيا يقف على جسم رسام الكاريكاتير (تميز بالقلم). رسم البابا الكاريكاتور بينما شاهد التغطية الحية للهجوم المتكشف. وقد حظي هذا التقرير على نطاق واسع في أستراليا باعتباره يمثل حزن الامة.

- نيوزيلندا–  ندد رئيس الوزراء جون كي بشدة بالهجوم العنيف وقال «ان استهداف الصحفيين الذين يجوبون عملهم اليومي هو هجوم على العقار الرابع والمبادئ الديمقراطية لحرية التعبير والتعبير والتي يجب ادانتها بشدة».

## أمريكا الجنوبية
- الأرجنتين ـ  أدانت الحكومة الأرجنتينية الهجوم بشدة في بيان أصدرته وزارة الخارجية. وأضافت الرئيسة كريستينا دي كيرشنر أن «حكومة وشعب الأرجنتين يدينان بشدة الهجوم الإرهابي الهمجي الذي وقع اليوم في العاصمة الفرنسية. ونبعث بتعازينا العميقة لشعب فرنسا، ولا سيما لأسر الضحايا». وذكر أيضا أن «الأرجنتين لا تزال ملتزمة التزاما ثابتا بالسلام على أمل أن يساعد التعاون الدولي الأقوى على مكافحة آفة الإرهاب بجميع أشكاله».[42]

- البرازيل ــ  أعربت الرئيسة ديلما روسيف عن غضبها وندمها. وقالت: "لقد علمت اليوم بأسف وسخط عميق بالهجوم الدموي الذي لا يمكن احتماله على تشارلي إبدو". وأود أن أعرب عن تعازينا لأسر الضحايا خلال هذه الفترة من الألم والمعاناة. كما اريد مد تضامن حكومتنا للشعب الفرنسى نيابة عن الشعب البرازيلى باسره".[43]

- تشيلي ــ  أرسلت الرئيسة ميشيل باتشيليت تعازيها إلى الشعب الفرنسي في الهجوم على شارلي إبدو.[44]

- كولومبيا ــ أصدرت حكومة كولومبيا، تحت إشراف وزارة الخارجية، بيانا صحفيا أدانت فيه الهجوم على شارلي إبدو وأعلنت أنه عمل إرهابي. كما أعربت الحكومة الكولومبية عن أسفها للهجوم ووصفته فرنسا بأنها «شريك كولومبيا وصديقها»، مع الدفاع أيضا عن الحياة وحرية التعبير بوصفهما «حقوقا عالمية لا يجوز انتهاكها».[45]

- الإكوادور ـ أصدرت وزارة الخارجية الإكوادورية بيانا أدانت فيه إطلاق النار على شارلي إبدو وقدمت تعازيها لفرنسا وللشعب الفرنسي. كما دعت السلطات إلى اعتقال المشتبه فيهم ومحاكمتهم.[46]

- الأوروغواي ــ  وقد رفضت حكومة أوروغواي هذا الهجوم بشدة في بيان أصدرته وزارة الخارجية.[47]

- فنزويلا ــ  أصدر الرئيس نيكولاس مادورو بيانًا عبر تويتر أدان فيه جميع أشكال الإرهاب، مضيفًا أن «حكومة وشعب فنزويلا يرفضان الهجمات الإرهابية على فرنسا، ونحن ندعمهم بكل تضامننا وحبنا».

## المنظمات الدولية
- الاتحاد الأوروبي ـ أدانت قيادات الاتحاد الأوروبي الهجوم وأعربت عن تضامنها مع فرنسا.  وأعرب رئيس المجلس الأوروبي المعين حديثا دونالد تاسك عن صدمته إزاء إطلاق النار وقال «إن الاتحاد الأوروبي يقف إلى جانب فرنسا بعد هذا العمل المروع. وهو هجوم وحشي على قيمنا الاساسية وضد حرية التعبير، وهي دعامة لديمقراطيتنا. ويجب أن تستمر مكافحة الإرهاب بجميع أشكاله دون هوادة».[48]

- الفرانكوفونية – ميشيل جان، الأمين العام للمنظمة الدولية للفرانكفونية، وصف عمليات القتل بأنها «هجوم مباشر» على حرية التعبير.[49]

- اللجنة الأولمبية الدولية –  كتب رئيس اللجنة الأولمبية الدولية توماس باخ رسالة دعم إلى فرانسوا هولاند، عبر فيها عن «الصدمة والحزن».[50]

- منظمة التعاون الإسلامي – أدانت منظمة التعاون الإسلامي الهجوم قائلة إنه يتعارض مع مبادئ الإسلام وقيمه.[51]

- الأمم المتحدة ـ  أعرب الأمين العام بان كي مون عن غضبه إزاء إطلاق النار، الذي وصفه بأنه «خسيس»، ووصفه بأنه «جريمة مروعة، غير مبررة، بدم بارد».[48]